# Giorgi Tenadze
Giorgi Tenadze (gruz. გიორგი თენაძე; ur. 24 maja 1962 w Poti) – gruziński judoka. W barwach ZSRR brązowy medalista olimpijski z Seulu.
Zawody w 1988 były jego jedynymi igrzyskami olimpijskimi. Po medal sięgnął w wadze lekkiej, do 71 kilogramów. W 1989 był brązowym medalistą zarówno mistrzostw świata, jak i mistrzostw Europy.